# George Jenkins (Musiker)
George Jenkins (* 19. November 1911; † 10. Mai 1967 in San Francisco) war ein US-amerikanischer Jazzmusiker (Schlagzeug), der meist in der Musikszene von Los Angeles aktiv war.

## Leben und Wirken
Jenkins arbeitete ab den frühen 1940er-Jahren in der Bigband von Lionel Hampton, daneben spielte er bei Lucky Millinder und wirkte auch bei Aufnahmen von Buddy Johnson, Herb Jeffries, Wynonie Harris (1945), Arnett Cobb und Bing Crosby (1946) mit. Ab 1946 spielte er mit Charlie Barnet, Hot Lips Page, Jerry Jerome; ab 1947 leitete er in Detroit eigene Bands und wirkte an Bebop-Sessions mit, 1949 war er kurz bei Louis Armstrongs All Stars. In den frühen 50ern spielte er in Kalifornien u. a. mit Ben Webster, Freddie Slack, Benny Carter und Oscar Moore. 1955 nahm er unter eigenen Namen das Album Drum Magic für das Label Tampa auf; seiner Studioformation gehörten Plas Johnson, Ray Johnson (Piano) und Duke Harris (Bass) an. Im selben Jahr entstanden mit Bumps Myers, Gerald Wiggins, Herman Mitchell und Red Callender weitere R&B-orientierte Titel („Drum Boogie“) als George Jenkins and The Tune Twisters für das lokale Label Skylark. Außerdem arbeitete er in den späten 1950ern noch mit Plas Johnson, Mike Pacheo und Bubber Johnson. Im Bereich des Jazz war er zwischen 1941 und 1966 an 38 Aufnahmesessions beteiligt, zuletzt mit Erroll Garner.
Jenkins war kurze Zeit mit der Sängerin Dinah Washington verheiratet.